# Orville (Indre)
Orville is een gemeente in het Franse departement Indre (regio Centre-Val de Loire) en telt 126 inwoners (2004). De plaats maakt deel uit van het arrondissement Issoudun.

## Geografie
De oppervlakte van Orville bedraagt 9,6 km², de bevolkingsdichtheid is 13,1 inwoners per km².
De onderstaande kaart toont de ligging van Orville (Indre) met de belangrijkste infrastructuur en aangrenzende gemeenten.

## Demografie
Onderstaande figuur toont het verloop van het inwonertal (bron: INSEE-tellingen).

1. ↑  Populations de référence 2022.